# Irácký Kurdistán
Irácký Kurdistán je autonomní oblast Kurdů v severovýchodním Iráku, kterou tvoří guvernoráty Halabdža, Sulajmáníja, Irbíl a Dahúk. V oblasti o rozloze asi 36 000 km² žije 4 864 000 obyvatel (zhruba 20 % populace Iráku). Na východě sousedí s Íránem, na severu s Tureckem, na západě se Sýrií a na jihu s Irákem. Hlavním městem regionu je Arbíl. Úředními jazyky jsou kurdština a arabština, kromě kurdské většiny zde žijí Asyřané, Arméni a iráčtí Turkmeni. Většina obyvatel jsou muslimové, z nichž je více sunnitů než ší'itů; významné náboženské menšiny tvoří křesťané a jezídové. Fakticky ale irácký Kurdistán kontroluje mnohem větší území než jsou tři výše zmíněné guvernoráty. K dalším územím ovládaným Iráckým Kurdistánem náleží i guvernorát Kirkúk.

## Dějiny
Kurdové žijí na území Kurdistánu už několik tisíciletí. Až do konce první světové války byli podřízeni íránským šáhům nebo osmanským sultánům. Od poloviny 19. století začali zakládat politická sdružení a požadovali alespoň určitou formu autonomie. V roce 1917 začali Britové okupovat území Iráku. V kurdských oblastech nejprve dosazovali vhodné správce, ale později okupovali i toto území. Kurdové stále požadovali svou samostatnost, v čemž je podporovala Irácká komunistická strana založená roku 1934. V roce 1945 vznikla Kurdská demokratická strana (KDS).
KDS uvítala státní převrat roku 1958, kdy byla svržena monarchie a nastolena republika. Od nové vlády očekávala, že je podpoří ve snaze o osamostatnění. Tyto naděje se ale ukázaly jako falešné a vztahy mezi Kurdy a centrální vládou se začaly zhoršovat, což nakonec vyústilo v nerozhodnou válku, která trvala s přestávkami až do roku 1975.
V roce 1970 vydala baasistická vláda manifest, který uznával legitimitu kurdské národnosti a sliboval Kurdům jazyková práva, účast ve vládě i autonomní správu ve svých oblastech. Kurdská oblast měla být určena sčítáním lidu, ke kterému ale nedošlo. Irácká vláda se tak s Kurdy přela mimo jiné o město Kirkúk a jeho okolí, ve kterém byla kurdská většina, ale irácká vláda si ho chtěla ponechat kvůli nalezištím ropy. Když v roce 1974 vyhlásil režim autonomní oblast, konflikty o území vyústily v otevřené boje, kdy proti sobě stálo přes 50 000 bojovníků kurdských milic pešmerga a na straně státní moci asi 90 000 mužů, 1200 tanků a 200 letadel. Při válce, která skončila ještě téhož roku podpisem alžírské dohody, získávali Kurdové podporu ve formě dodávek zbraní od Íránu.
Po skončení bojů následovaly násilné přesuny Kurdů z odlehlých oblastí iráckého Kurdistánu do těch pod větší kontrolou centrální vlády nebo dokonce mimo autonomní oblast do jiných částí Iráku. Tímto způsobem bylo přesídleno zhruba 250 000 lidí. V roce 1975 založil pozdější prezident Iráku Džalál Talabání Vlasteneckou unii Kurdistánu (VSK), která od té doby bojuje o přední postavení v kurdském hnutí s KDS. Ke konci irácko-íránské války v roce 1987 jmenoval Saddám Husajn svého bratrance Alího Hasana al-Madžída guvernérem severní části Iráku. Al-Madžíd se rozhodl vylidnit oblast Kurdistánu a v roce 1988 zahájil genocidu kurdského obyvatelstva známou pod názvem al-Anfál, při které využíval i chemické zbraně. Během asi půl roku nechal zničit téměř 4000 vesnic a zabít zhruba 150 000 Kurdů. Dalších asi 150 000 uprchlo do Turecka a Íránu.
Porážka Iráku ve válce v Zálivu v únoru 1991 podnítila Kurdy a ší'ity ke vzpouře proti režimu. Kurdské jednotky pešmerga se postupně zmocnily většiny území Kurdistánu. Irácká armáda na vzpouru odpověděla tvrdým protiútokem, při kterém zemřelo asi 300 000 lidí (Kurdů a ší'itů dohromady) a dalších až 2,5 milionu uprchlo do Turecka a Íránu. V dubnu 1991 si Spojené království a OSN vynutily zřízení bezletové zóny nad iráckým Kurdistánem. Oblast postupně opustily irácká armáda a iráčtí úředníci a stala se tak de facto autonomní oblastí. V roce 1992 vznikla Kurdská regionální vláda.

## Územní vývoj

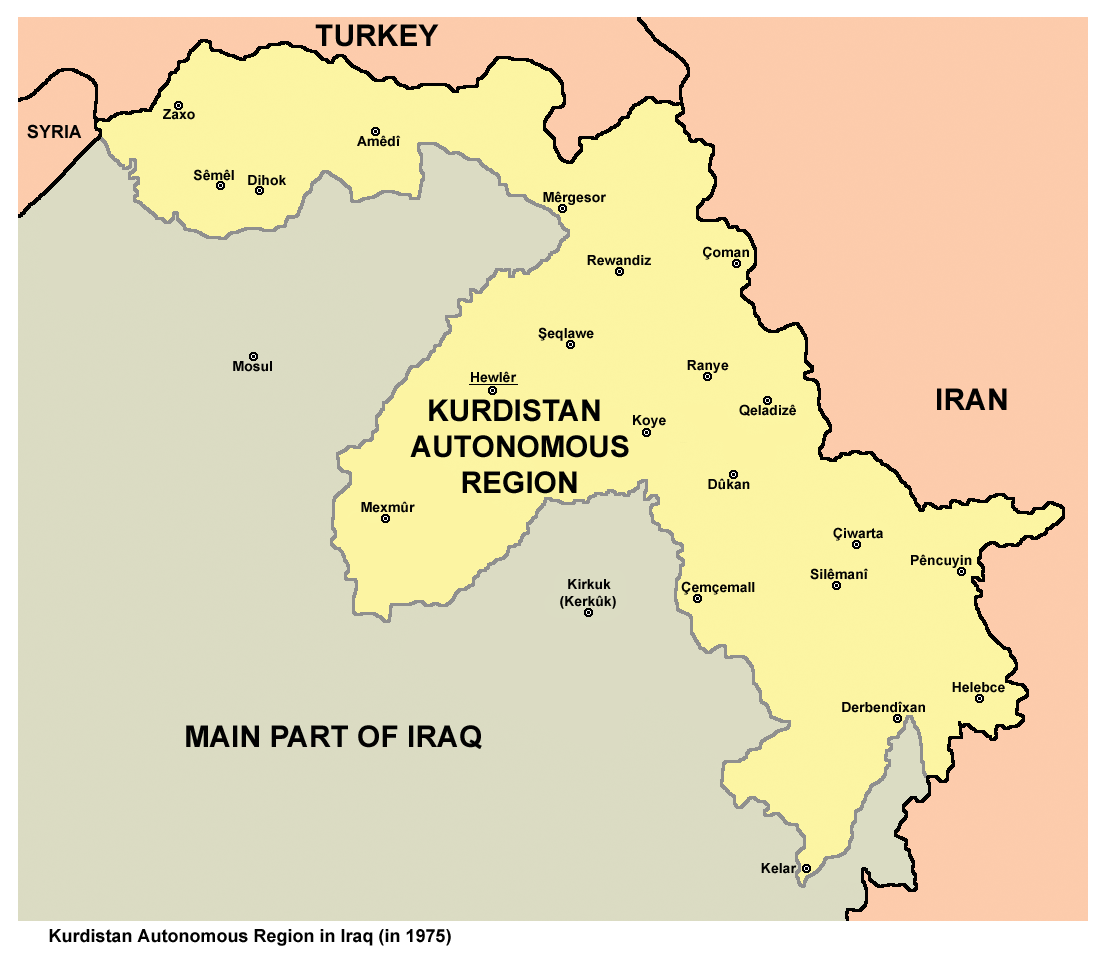
Kurdská autonomní oblast v roce 1975
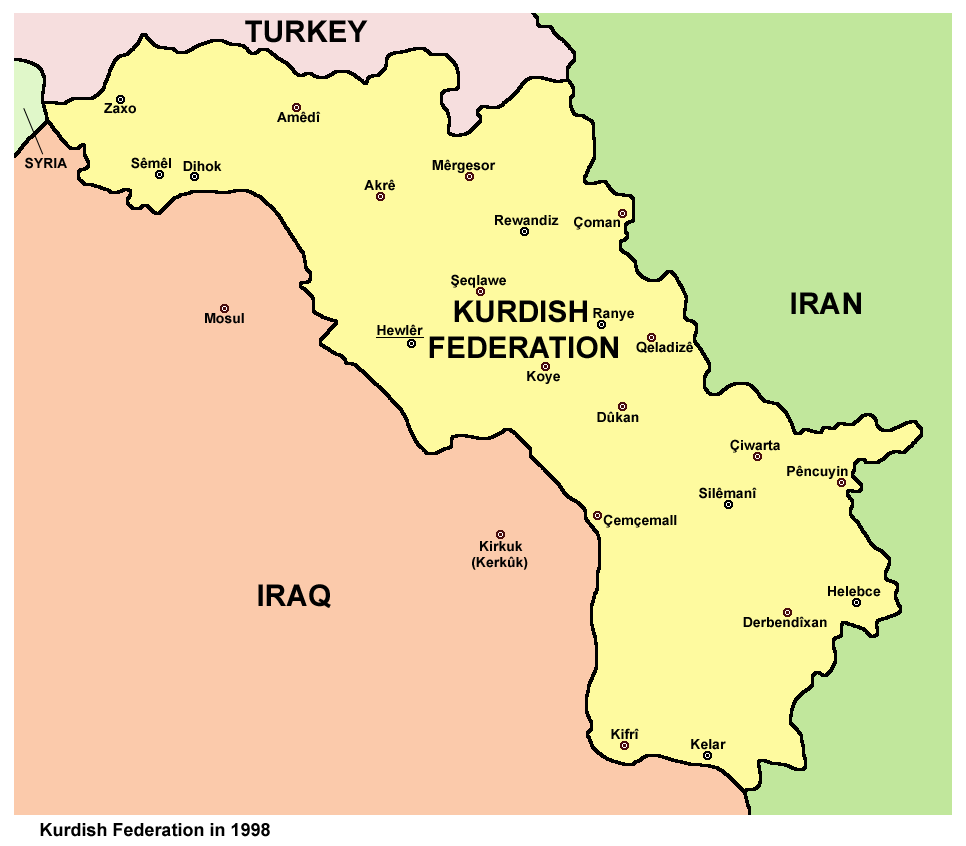
Kurdská federace v roce 1998
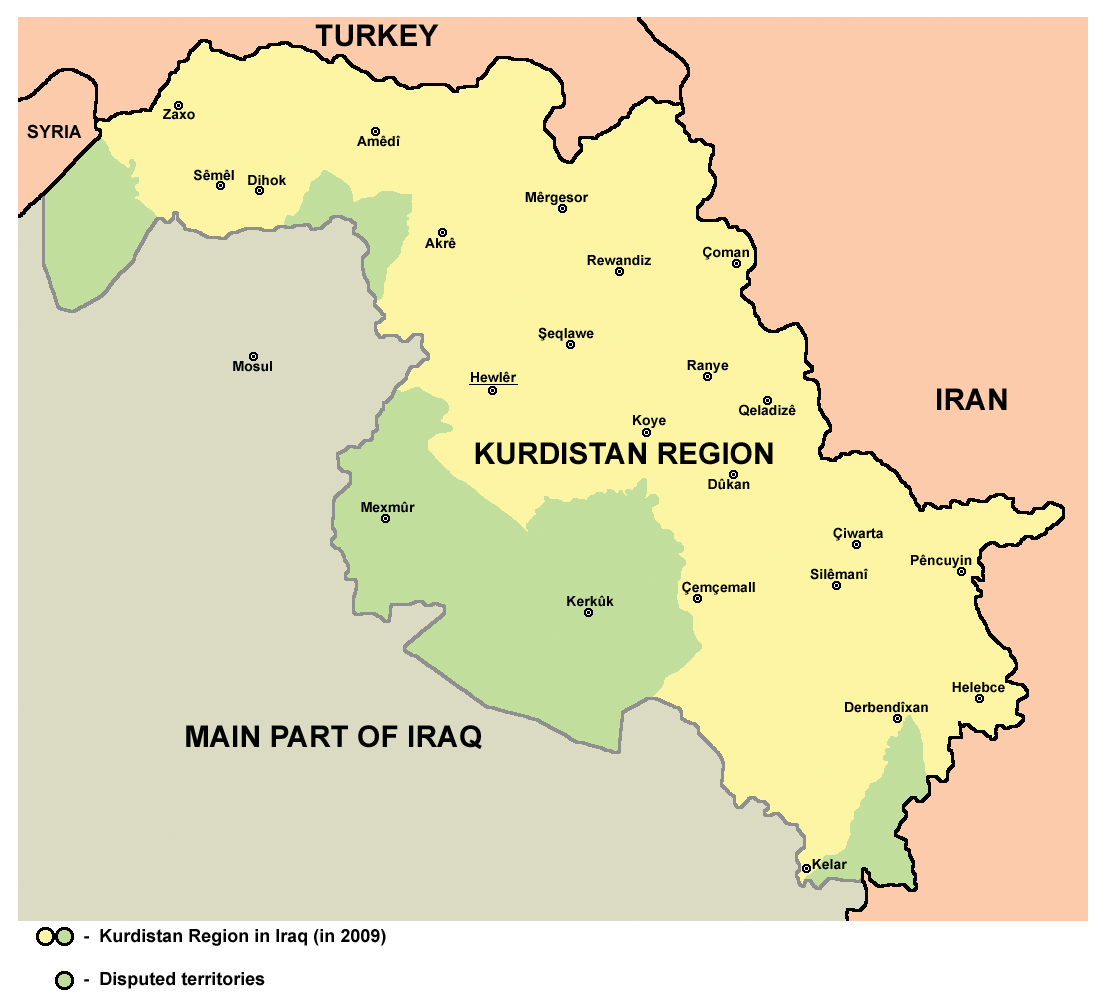
Autonomní Kurdistán v roce 2009 a jím nárokované oblasti (zeleně), které spravuje irácká vláda